# 趙顕千
趙 顕千（チョ・ヒョンチョン、1959年2月12日 - ）は、大韓民国の軍人。国軍サイバー司令官、国軍機務司令官などを歴任。最終階級は陸軍中将。陸軍士官学校出身の私組織「アルジャの会」の一員。

## 経歴
1959年に慶尚北道醴泉郡で生まれた。1981年に陸軍士官学校(38期)を卒業し、少尉に任官した。陸軍本部人事企画処長、第8機械化歩兵師団長などを経て、陸軍学生軍事学校長に就任した。2014年5月に国軍機務司令官に就任した。2014年10月に中将に昇進し、国軍機務司令官に任命された。
2018年7月に、前年に行われた朴槿恵大統領の弾劾訴追宣告の2日前に戒厳令宣布を計画し、韓民求国防長官に報告したことが明らかになった。その後指名手配されるが、アメリカに逃亡し、外交部によってパスポート無効措置が取られた。2018年11月7日に起訴中止処分が下った。